# Kamikawa Yōko
Kamikawa Yōko (上川 陽子 (Thượng Xuyên Dương Tử)  sinh ngày 1 tháng 3 năm 1953), là một chính khách người Nhật Bản, và hiện đang là Bộ trưởng Ngoại giao Nhật Bản. Bà cũng từng 3 lần giữ chức Bộ trưởng Tư pháp Nhật Bản, ngoài ra cũng từng làm Bộ trưởng chuyên các Nhiệm vụ Đặc biệt, Văn phòng Nội các chuyên về Các biện pháp đối phó với tỷ lệ sinh giảm & Bình đẳng giới trong nội các của Thủ tướng Abe Shinzō và Fukuda Yasuo. Bà hiện cũng là Nghị viên Chúng Nghị viện từ sau cuộc tổng tuyển cử năm 2012.
Trong thời gian tại vị, Kamikawa đã ra lệnh xử tử 16 người, trong số đó có 13 người bị xử tử là cựu thành viên của giáo phái Aum Shinrikyo do Asahara Shōkō cầm đầu có hành vi khủng bố trong nước bao gồm vụ tấn công bằng khí sarin trên tàu điện ngầm Tokyo năm 1995.